# Krzysztof Krysiak
Krzysztof Krysiak (ur. 19 lutego 1969 w Gdańsku) – polski lekkoatleta chodziarz, wicemistrz Polski.

## Osiągnięcia
Był wicemistrzem Polski w chodzie na 50 kilometrów w 1994 i srebrnym medalistą w 1990.

## Rekordy życiowe
- chód na 10 kilometrów – 41:28: s. (Sopot)
- chód na 20 kilometrów – 1:27:28 s. (Mielec)
- chód na 50 kilometrów – 4:10:22 s. (Warszawa)

Źródła: